# Klerk
Klerk (optaget via angelsaksisk: cler(i)c fra middelalderlatin: clericus. Oprindeligt fra græsk klerikós) er et udtryk, som blev brugt om en person, der tilhørte den katolske kirkes præsteskab. Dernæst er ordet blevet brugt om gejstlige personer eller præster i almindelighed, og senest om kontorister.
Der er clerici regulares, der fører et klosterligt samliv, og clerici seculares, verdslige præster, det vil sige sådanne, der ikke fører et regelbundet kanonisk liv. Til de sidste hørte hof- eller huspræsterne, som tillige var sekretærer eller skrivere for den verdslige herre, i hvis brød de stod.
I nyere tid er ordet blevet genoptaget i forbindelse med oversættelse af rollespil og bøger i fantasy-genren, hvor det dækker det engelske ord "cleric" i persongalleriet ridder, klerk, tyv (knight, cleric, thief).
Inden for den græsk-ortodokse kirke bruges udtrykket stadig, nemlig om personer, som er optaget i kirkens hierarki, men som ikke ønsker at lade sig ordinere.

## Fodnoter
1. ↑  ODS: Klerk
2. ↑  Klerk i Salmonsens Konversationsleksikon (2. udgave, 1923), forfattet af L. Moltesen